# NGC 6518
NGC 6518 је галаксија у сазвежђу Херкул која се налази на NGC листи објеката дубоког неба.
Деклинација објекта је + 28° 52' 2" а ректасцензија 17h 59m 43,6s. Привидна величина (магнитуда) објекта NGC 6518 износи 13,9 а фотографска магнитуда 14,9. NGC 6518 је још познат и под ознакама MCG 5-42-24, CGCG 171-41, NPM1G +28.0429, PGC 61238.